# 방빠꽁강

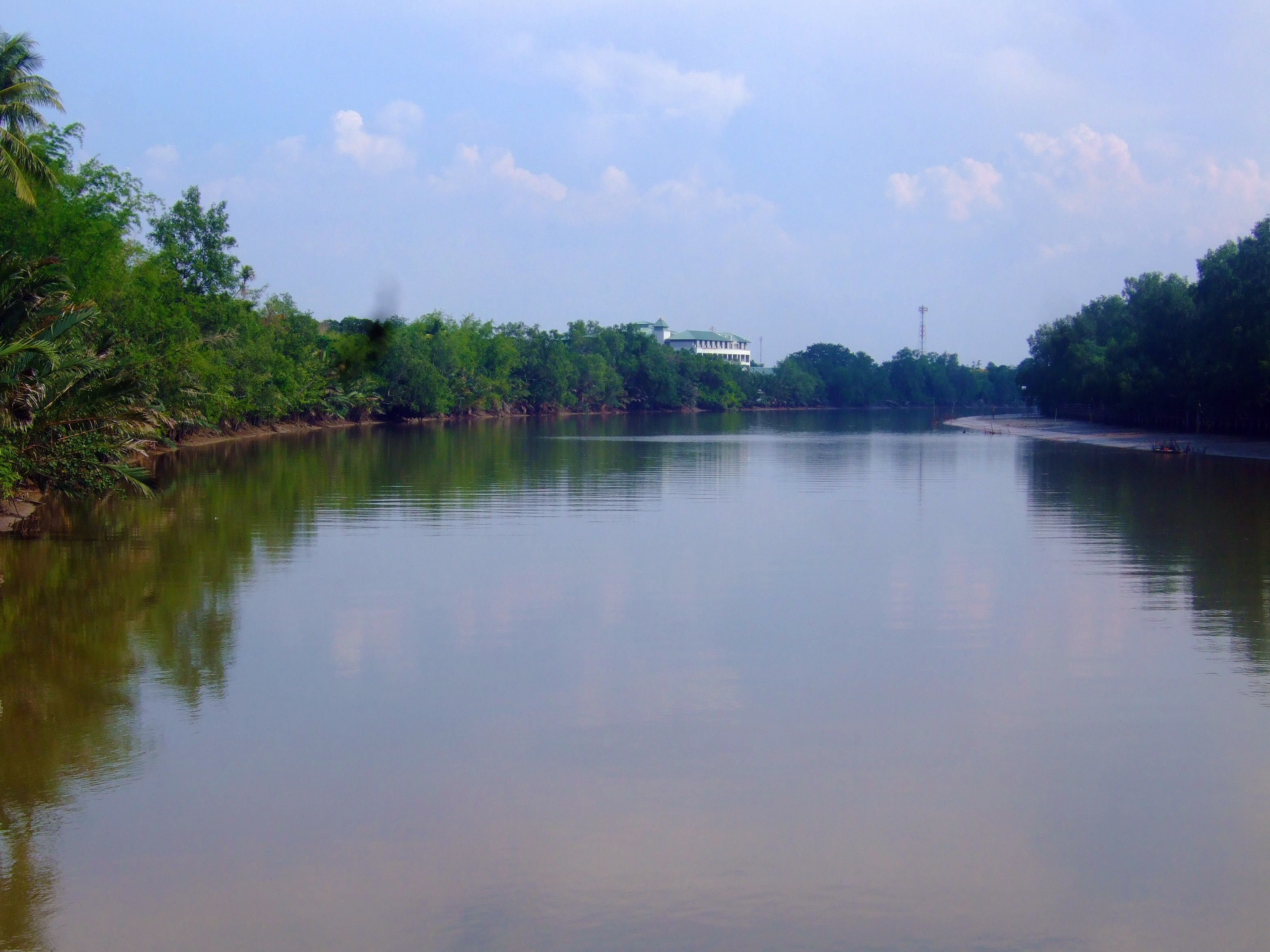

방빠꽁강(태국어: แม่น้ำบางปะกง)은 태국 동부의 강이다. 강은 쁘라찐부리주 반상군의 나콘나욕강과 쁘라친부리강이 합류하는 곳에서 시작된다. 방콕만의 북동쪽 끝에서 타이만으로 흘러 든다. 방빠꽁강의 유역 면적은 17,000km2이다.